# Nikolai Alekseevich Klyuev
Nikolai Alekseevich Klyuev (tiếng Nga: Никола́й Алексе́евич Клю́ев) (22/10/1884 – 25/10/1937) – là nhà thơ Nga, một đại diện của trường phái "thơ nông thôn" của thi ca Nga thế kỉ XX.

## Tiểu sử
Nikolai Klyuev sinh trong một gia đình nông dân ở làng Koshtugy, tỉnh Olonets. Hồi nhỏ học ở làng quê, sau đó học trung học ở Vytegra và Petropavlovsk. Nikolai Klyuev đi tham quan nhiều nơi ở nước Nga và tham gia nhiều giáo phái khác nhau của đạo Thiên Chúa. Ông cũng là người tích cực hưởng ứng cách mang trong những năm 1905 – 1907.
Nikolai Klyuev in những bài thơ đầu tiên từ năm 1904, sử dụng phong cách thơ của nhóm hình tượng. Tập thơ đầu tiên Tiếng thông reo (Сосен перезвон) in năm 1911. Thơ của Nikolai Klyuev được các nhà thơ nổi tiếng đương thời như Aleksandr Blok, Valery Bryusov đánh giá cao. Aleksandr Blok có sự ảnh hưởng lớn đến sáng tạo của Nikolai Klyuev.
Nikolai Klyuev cũng là người có mối quan hệ đặc biệt thân thiết với nhà thơ nổi tiếng Sergei Esenin. Những năm 1915 – 1916 hai người thường xuyên cùng nhau đọc thơ trước công chúng. Sergei Esenin gọi Nikolai Klyuev là "cha đạo dịu dàng" và là người thầy của mình trong những bước đầu tiên. Mặc dù sau đó quan hệ hai người có lúc căng thẳng và phức tạp nhưng Nikolai Klyuev là người có ảnh hưởng đến sáng tạo của Sergei Esenin. Năm 1925 Sergei Esenin tự tử, Nikolai Klyuev in tập thơ Khóc Esenin (Плач по Есенин) năm 1927.
Năm 1927 ông in trường ca Làng (Деревня) bị phê bình gay gắt vì nỗi buồn nhớ về một "thiên đường" làng quê bị công cuộc công nghiệp hóa giết chết. Năm 1932 Nikolai Klyuev chuyển từ Leningrad về sống ở Moskva. Năm 1934 bị bắt vào trại cải tạo ở Tomsk. Năm 1937 ông bị kết tôi thành lập tổ chức tôn giáo chống chính quyền Xô Viết và bị xử bắn ngày 25 tháng 10 năm 1937 ở Tomsk.

## Tác phẩm
- Сосен перезвон, 1911
- Братские песни, 1912
- Лесные были, 1913
- Мирские думы, 1916
- Избяные песни, 1920
- Ленин, 1923
- Изба и поле, 1928
- Плач по Есенину, 1927
- Заозерье, 1927

## Một số bài thơ
| Bắt đầu và kết thúc Tình yêu ta giữa mùa hạ bắt đầu Rồi kết thúc giữa mùa thu tháng chín. Trong trang phục thiếu nữ rất đơn giản Em đến bên anh với một lời chào Trao cho anh trứng phục sinh màu đỏ Màu tượng trưng của máu thắm, của tình Em đừng vội về phương bắc, chim non Hãy đợi mùa xuân ở phương nam nhé! Khu rừng nhỏ màu xanh nghi ngút khói Anh và em đều hồi hộp, lặng im Phía xa xa như có những bức mành Không nhìn thấy mùa đông đang tàn lụi. Có những màn sương – con tim linh cảm – Và âm u chuyển động của rừng xanh Những dối gian không tránh khỏi, tất nhiên – Của những buổi chiều âm u màu tím. Em đừng bay vào sương như chim non Năm tháng đi vào sương mù màu bạc Em sẽ trở thành nữ tu tội nghiệp Vào góc sâu tu viện, trước bậc thềm. Và có thể khi đó anh đi ngang Cũng gầy gò và đáng thương như vậy… Em hãy cho anh đôi cánh thiên thần Để bay theo em mà không nhìn thấy. Nên em ơi chớ lảng tránh câu chào Để rồi sau không có gì hối hận… Tình yêu ta giữa mùa hạ bắt đầu Rồi kết thúc giữa mùa thu tháng chín. Không tin Hồn không tin vào tiếng gọi màu đen Với bóng ma của đêm không gặp gỡ. Em như mùa thu, tốt lành, sáng sủa Nhưng nghiêm hơn, âu yếm cũng ngắn hơn. Những con sếu khi bay qua cánh đồng Với tiếng kêu lê thê dài, thảm thiết Và đoạn đầu đài sẽ không cách biệt Em với nỗi buồn như với thiên nhiên. Và mùa thu không chỉ có một lần Khóc về em – xa xôi không còn nữa Sau chén rượu say sưa, người đao phủ Cúi xuống mái đầu nghiệt ngã đáng thương. Người ta bảo anh rằng em đã chết Cùng với mùa thu lá rụng màu vàng Và bây giờ rực rỡ ánh hào quang Ngự trị cơn mưa rừng chưa từng biết. Anh sẵn sàng quên như người lữ thứ Từng ngỡ như em to lớn vô cùng Màu lá đỏ của mùa thu đã sang Biết bao lần đã cùng anh ngắm nghía. Nghe nói rằng em đã không còn nữa Nhưng liệu có phai tia nắng của tình: Chẳng lẽ ánh mắt – không âu yếm của em Và tia sáng – không nụ hôn em đó? Bản dịch của Nguyễn Viết Thắng | Любви начало было летом Любви начало было летом, Конец - осенним сентябрем. Ты подошла ко мне с приветом В наряде девичьи простом. Вручила красное яичко Как символ крови и любви: Не торопись на север, птичка, Весну на юге обожди! Синеют дымно перелески, Настороженны и немы, За узорочьем занавески Не видно тающей зимы. Но сердце чует: есть туманы, Движенье смутное лесов, Неотвратимые обманы Лилово-сизых вечеров. О, не лети в туманы пташкой! Года уйдут в седую мглу - Ты будешь нищею монашкой Стоять на паперти в углу. И, может быть, пройду я мимо, Такой же нищий и худой... О, дай мне крылья херувима Лететь незримо за тобой! Не обойти тебя приветом, И не раскаяться потом... Любви начало было летом, Конец - осенним сентябрем. Темным зовам не верит душа Темным зовам не верит душа, Не летит встречу призракам ночи. Ты, как осень, ясна, хороша, Только строже и в ласках короче. Потянулися с криком в отлет Журавли над потусклой равниной. Как с природой, тебя эшафот Не разлучит с родимой кручиной. Не однажды под осени плач О тебе - невозвратно далекой За разгульным стаканом палач Головою поникнет жестокой. Мне сказали, что ты умерла Заодно с золотым листопадом И теперь, лучезарно светла, Правишь горным, неведомым градом. Я нездешним забыться готов, Ты всегда баснословной казалась И багрянцем осенних листов Не однажды со мной любовалась. Говорят, что не стало тебя, Но любви иссякаемы ль струи: Разве зори - не ласка твоя, И лучи - не твои поцелуи? |